# Robert Page (Politiker)
Robert Page (* 4. Februar 1765 im Gloucester County, Colony of Virginia; † 8. Dezember 1840 im Clarke County, Virginia) war ein US-amerikanischer Politiker. Zwischen 1799 und 1801 vertrat er den Bundesstaat Virginia im US-Repräsentantenhaus.

## Werdegang
Der im heutigen Mathews County geborene Robert Page erhielt zunächst eine private Schulausbildung und besuchte danach das College of William & Mary in Williamsburg. Diese Ausbildung brach er später ab, um als Hauptmann am Unabhängigkeitskrieg teilzunehmen. Nach einem anschließenden Jurastudium und seiner Zulassung als Rechtsanwalt begann er in seiner Heimat in diesem Beruf zu arbeiten. Außerdem war er Pflanzer. Page schlug auch in Virginia eine politische Laufbahn. Er wurde Mitglied im Staatsrat und 1795 im Abgeordnetenhaus von Virginia. Um diese Zeit schloss er sich der damals von Alexander Hamilton gegründeten Föderalistischen Partei an.
Bei den Kongresswahlen des Jahres 1798 wurde Page im ersten Wahlbezirk von Virginia in das damals noch in Philadelphia tagende US-Repräsentantenhaus gewählt, wo er am 4. März 1799 die Nachfolge von Daniel Morgan antrat. Bis zum 3. März 1801 absolvierte er nur eine Legislaturperiode im Kongress. Während dieser Zeit wurde die neue Bundeshauptstadt Washington, D.C. bezogen. Nach dem Ende seiner Zeit im US-Repräsentantenhaus betätigte sich Robert Page wieder als Rechtsanwalt und Pflanzer. Politisch ist er nicht mehr in Erscheinung getreten. Er starb am 8. Dezember 1840 auf dem Anwesen Janetville im Clarke County.